# Kajetán Matoušek
Kajetán Emilián Matoušek (Praga, 7 agosto 1910 – Praga, 21 ottobre 1994) è stato un vescovo cattolico ceco.

## Biografia
Monsignor Kajetán Emilián Matoušek nacque a Praga il 7 agosto 1910.

### Formazione e ministero sacerdotale
Il 22 dicembre 1934 fu ordinato presbitero. Ebbe diversi incarichi pastorali e fu testimone delle persecuzioni inflitte dal regime nazista.

### Ministero episcopale

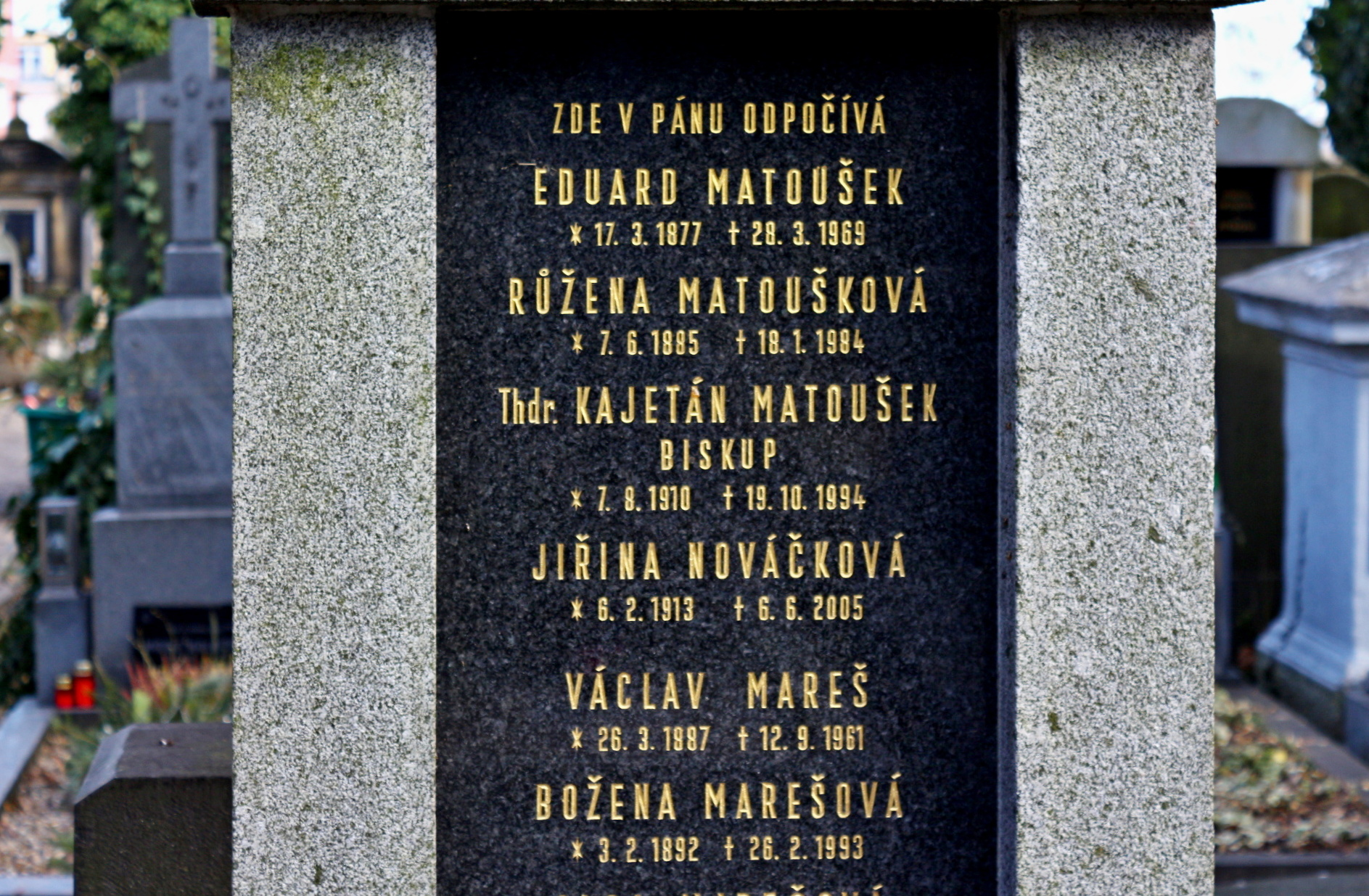
Tomba di monsignor Kajetán Matoušek nel cimitero di Malvazinky a Praga.

Il 29 agosto 1949 papa Pio XII lo nominò vescovo ausiliare di Praga e titolare di Serigene. Ricevette l'ordinazione episcopale in segreto il 17 settembre successivo dal vescovo ausiliare di Praga Antonín Eltschkner.
Fu uno dei pochi a essere in grado di operare come un pastore nell'allora Cecoslovacchia comunista. Probabilmente perché riuscì a nascondere la sua ordinazione episcopale, evitò l'internamento. Fino al 1989 operò nella Città Nuova di Praga. Ordinò segretamente un certo numero di sacerdoti, incluso Antonín Liška che anni dopo consacrò vescovo.
Il 26 luglio 1968, durante la Primavera di Praga, la Conferenza della Caritas cattolica ceca lo elesse suo presidente. L'invasione del paese da parte delle truppe sovietiche nell'agosto del 1968, lo costrinse a ritornare in clandestinità.
La nomina a vescovo di monsignor Matoušek non fu mai riconosciuta dallo Stato cecoslovacco ma gli fu permesso di lavorare come sacerdote nella pastorale. Solo dopo la fine dell'era comunista, alla fine degli anni '80, fu autorizzato a operare pubblicamente come vescovo.
Visse e operò fino alla sua morte nella parrocchia di Sant'Adalberto a Praga. La sua ultima apparizione in pubblico fu in occasione della partecipazione alla celebrazione per il millenario del villaggio di Kunice e per la consacrazione della Chiesa di Santa Maria Maddalena a Praga.
Il 5 giugno 1992 papa Giovanni Paolo II accettò la sua rinuncia all'incarico per raggiunti limiti di età.
Fece parte del gran priorato ceco dei Cavalieri di San Lazzaro.
Morì a Praga il 21 ottobre 1994 all'età di 84 anni. È sepolto nel cimitero di Malvazinky a Praga.

## Genealogia episcopale
La genealogia episcopale è:
- Cardinale Scipione Rebiba
- Cardinale Giulio Antonio Santorio
- Cardinale Girolamo Bernerio, O.P.
- Arcivescovo Galeazzo Sanvitale
- Cardinale Ludovico Ludovisi
- Cardinale Luigi Caetani
- Cardinale Ulderico Carpegna
- Cardinale Paluzzo Paluzzi Altieri degli Albertoni
- Papa Benedetto XIII
- Papa Benedetto XIV
- Cardinale Enrique Enríquez
- Arcivescovo Manuel Quintano Bonifaz
- Cardinale Buenaventura Córdoba Espinosa de la Cerda
- Cardinale Giuseppe Maria Doria Pamphilj
- Papa Pio VIII
- Papa Pio IX
- Cardinale Gustav Adolf von Hohenlohe-Schillingsfürst
- Arcivescovo Salvatore Magnasco
- Cardinale Gaetano Alimonda
- Cardinale Teodoro Valfrè di Bonzo
- Arcivescovo František Kordač
- Arcivescovo Karel Boromejský Kašpar
- Vescovo Antonín Eltschkner
- Vescovo Kajetán Matoušek